# Aristolochia floribunda
Aristolochia floribunda é uma espécie de planta trepadeira da família das aristoloquiáceas. A planta está descrita na Flora Brasiliensis de Martius..